# Alsodes kaweshkari
La rana kaweshkar o rana kaweshkar de pecho espinoso (Alsodes kaweshkari) es una especie de anfibio de la familia Alsodidae. Es una rana endémica de la Región de Magallanes y la Antártica Chilena, habita en la tundra y bosques pequeños.

## Distribución geográfica
Se encuentra en la Patagonia (Chile).